# Џесуп (Ајова)
Џесуп (енгл. Jesup) град је у америчкој савезној држави Ајова. По попису становништва из 2010. у њему је живело 2.520 становника.

## Демографија
Према попису становништва из 2010. у граду је живело 2.520 становника, што је 308 (13,9%) становника више него 2000. године.
| Група             | 2000.         | 2010.         |
| Белци             | 2.183 (98,7%) | 2.445 (97,0%) |
| Афроамериканци    | 4 (0,2%)      | 8 (0,3%)      |
| Азијати           | 2 (0,1%)      | 5 (0,2%)      |
| Хиспаноамериканци | 13 (0,6%)     | 36 (1,4%)     |
| Укупно            | 2.212         | 2.520         |